# 小田切昌倫
小田切 昌倫（おだぎり まさとも）は、江戸時代中期の武士。徳川氏家臣。

## 経歴・人物
延宝4年6月5日（1676年7月15日）、8歳の時に徳川家綱に初めて拝謁する。元禄12年12月9日（1700年1月28日）家督を継ぐ。元文5年9月16日（1740年11月5日）書物奉行となり、寛延3年11月30日（1750年12月28日）老いを理由に職を辞す。その際、黄金2枚を賜う。